# مسجد بني حارثة

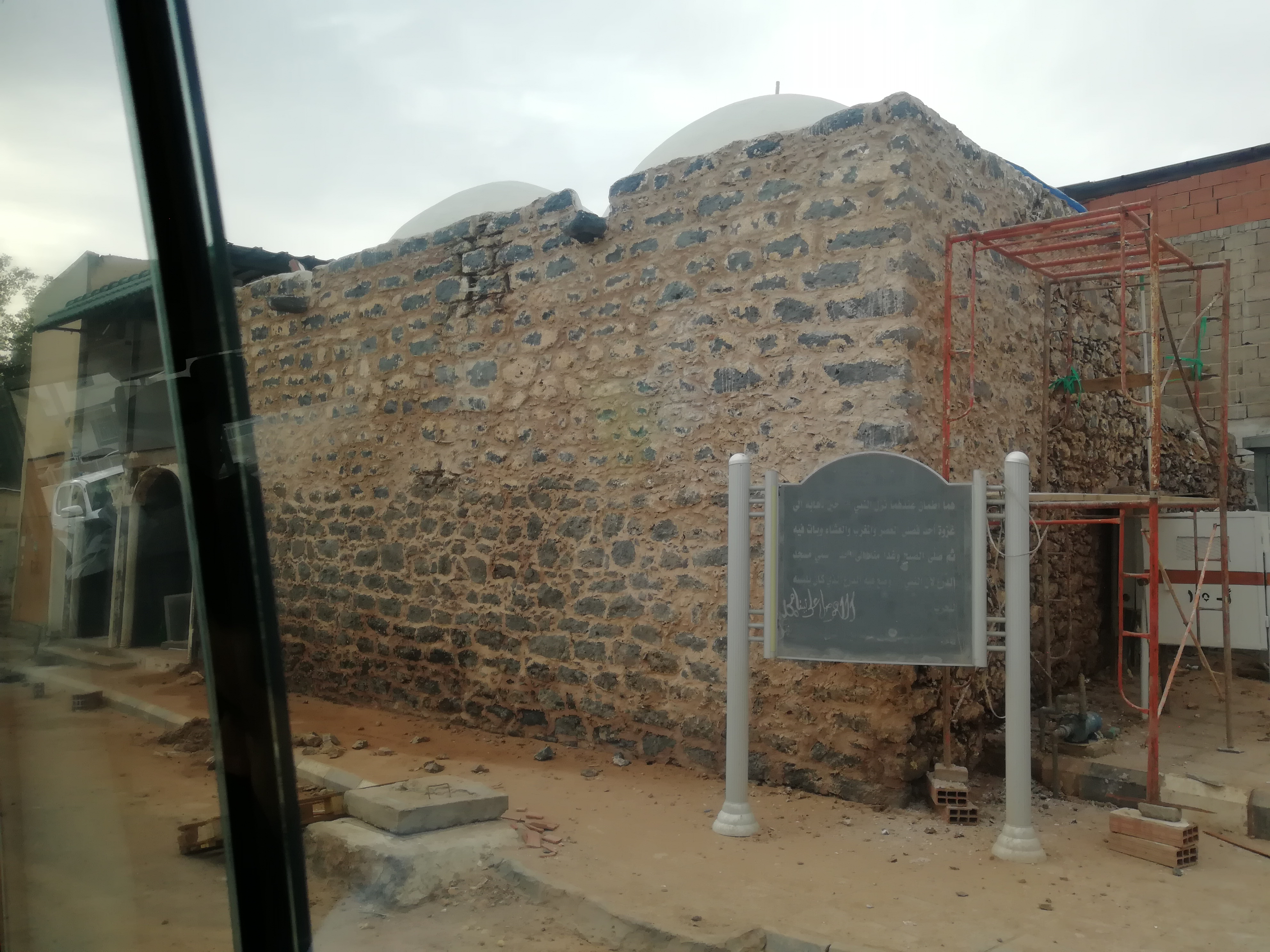
مسجد الدرع تحت الترميم في 2018

مسجد بني حارثة، أو مسجد المستراح، هو مسجد يقع في المدينة المنورة، بالمملكة العربية السعودية. يقع المسجد في الجهة الشمالية الغربية للمسجد النبوي على بعد 2500 متر منه تقريباً على طريق سيد الشهداء. وسمي بالمستراح لأن نبي الإسلام محمد أخذ قسطا من الراحة أثناء رجوعه من غزوة أحد، كما يقال له مسجد بني حارثة لوقوعه في منازلهم. وكلمة «مستراح» تعني مكان الراحة.
المكان ذو أهمية إستراتيجية للدفاع عن المدينة، حيث تم حفر نقطة الانطلاق للخندق. ومن عنده أيضا دخل جيش معاوية وزعيمه مسلم بن عقبة المري المدينة.

## المسجد عبر التاريخ
بني هذه المسجد في زمن الرسول محمد -صلى الله عليه وسلم- وكان يصلي فيه بنو حارثة، كما جاء في الأحاديث النبوية الخاصة بتحويل القبلة من هذا المسجد إلى المسجد الحرام، وكان التحويل وبني حارثة يؤدون صلاة العصر.
وقد أشار عدد من المؤرخين إلى المسجد وبعضهم حدد موقعه، ومنهم:
- ابن شبه: ذكر المسجد ضمن المساجد التي صلى فيها الرسول محمد صلى الله عليه وسلم.
- الفيروز آبادي.
- أبو البقاء المكي.
- السمهودي: " ومنها مسجد بن يحارثة من الأوس وأفاد بأن ممازلهم في سند الحرة التي بها الشيخان شامي بني عبدالأشهل).
- إبراهيم العياشي، وقال:«ويقع مسجد المستراح في شمال مسجد الشيخين بنحو أقل من نصف كيلو». وقال عن مسجد بني حارثة:«وهذا المسجد هو الذي بطرف المستراح من ناحية الغرب وبجانب المسجد من الغرب قلعة تركية».
- الخياري في مؤلفه تاريخ معالم المدينة المنورة قديمًا وحديثًا: «هو مسجد صغير غير مسقف مرتفع من الأرض بحوالي نصف متر تقريباً، وبناؤه قديم مجصص».[2]

## مصير المسجد
نظراً للأهمية التاريخية التي يحتلها المسجد؛ فقد تم توسعته في عهد الملك فهد بن عبدالعزيز رحمهُ الله؛ حيث أصبح للمسجد منارة وقبة معمارية، ومدخل في كل من الجهات الشرقية والغربية والشمالية، وأصبح مكيفاً تكييفاً مركزياً، وفي الجهة الشمالية منه ملحق يحتوي على 12 أماكتن للوضوء و5 أماكن دورات للمياه، ويعتبر المسجد من الأبنية مستطيلة الشكل التي تمتد من الشرق إلى الغرب.

## وصلات خارجية
- مسجد المستراح شاهد على غزوة أحد.